# Ca l'Esteve (Cornellà del Terri)
Ca l'Esteve és una antiga masia habilitada com a magatzem de Cornellà del Terri (Pla de l'Estany) inclosa a l'Inventari del Patrimoni Arquitectònic de Catalunya.

## Descripció
Edifici inicialment de planta rectangular, amb una ala afegida per la seva banda dreta que li confereix una planta en forma de "L". El cos inicial és el més interessant. Presenta tres crugies perpendiculars a la façana, amb accés central. Les parets són de maçoneria i les façanes havien estat arrebossades. Les cantonades són fetes amb carreus i a la façana del primer pis hi ha dues finestres de caràcter medieval amb carreus al primer pis. El sostre de la planta baixa és construït amb cairats, així com ho és la coberta de teula, orientada a dues vessants. La porta d'accés és amb carreus als brancals i llinda de pedra d'una sola peça.